# Charles Carroll
Charles Carroll di Carrollton (Annapolis, 19 settembre 1737 – Baltimora, 14 novembre 1832) è stato un politico statunitense.

## Biografia
Dopo rigorosi studi in Francia, nel Collegio inglese di Saint-Omer, ritornò (1765) nel Maryland, ove fu tra i più grandi sostenitori della causa patriottica americana e del generale George Washington. Il 2 agosto 1776 fu firmatario della dichiarazione di indipendenza degli Stati Uniti d'America (l'unico cattolico) e membro del Congresso degli Stati Uniti d'America dal 1776 al 1778. Fu tra i più accaniti sostenitori del federalismo e senatore del Maryland dal 1777 al 1800. Nel 1789 divenne senatore federale. Nel 1832, alla morte, era l'ultimo firmatario superstite della dichiarazione d'indipendenza e così gli furono tributati grandi onori funebri. Tra i suoi cugini Daniel Carroll, uno dei firmatari della Costituzione degli Stati Uniti d'America (1787) e John Carroll primo vescovo cattolico degli Stati Uniti d'America (arcivescovo di Baltimora).